# 旋風系列運載火箭
旋风号运载火箭（俄语：Циклон）苏联研制的几种非常不同的运载火箭的统称。
被称为“旋风号”的火箭包括以下几种，请分别参见其主题条目：
- 旋风-1（生产代号11K64）
- 旋风-2（包括11K67和11K69两种型号，前者也被称为旋风-2A）
- 旋风-3（生产代号11K68）

美国国防部对旋风-2的代号是“SL-11”，对旋风-3的代号是“SL-14”；美国国会的谢尔顿命名法称旋风-2A为“F-1-m”、旋风-2为“F-1-r”，称旋风-3为“F-2”。旋风-1因为计划取消而没有被美国方面赋予代号。
在这些火箭中，旋风-1是在R-16洲际导弹（北约代号SS-7“鞍工”）的基础上设计的，后来研制计划被取消。旋风-2及旋风-3与旋风-1没有任何关系，它们是从R-36洲际导弹（北约代号SS-9“悬崖”）的基础上发展而来的。R-16和R-36都是苏联著名导弹专家扬格利领导设计的洲际弹道导弹。

## 资料来源
- 《跨越千年：世界航天回顾与展望》，（俄罗斯）基谢列夫、梅德维捷夫、梅尼希科夫等著；ISBN 978-7-5612-2105-1
- R-16
- 旋风-2与旋风-3 （页面存档备份，存于）